# Luna Lovegood
Luna Skamander z domu Lovegood (ur. 13 lutego 1981) – fikcyjna postać występująca w serii książek J.K. Rowling o Harrym Potterze, należąca do domu Ravenclaw uczennica Hogwartu, jedna z niewielu niepochodzących z Gryffindoru członków Gwardii Dumbledore’a. Brała udział w wyprawie do Departamentu Tajemnic oraz walce ze Śmierciożercami atakującymi Hogwart. W szkole niektórzy przezywali ją „Pomyluna” (ang. Loony). Po raz pierwszy pojawia się w piątej części cyklu, Harry Potter i Zakon Feniksa, choć wzmianka o rodzinie Lovegoodów pojawia się w tomie  Harry Potter i Czara Ognia.
W założeniu autorki, marzycielska i z pozoru naiwna postać Luny miała stanowić swoistą przeciwwagę dla ślepo wierzącej we wszystko, co napisano w książkach Hermiony.

## Harry Potter i Zakon Feniksa
Ojciec Luny jest wydawcą uważanej za brukową gazety „Żongler”, jej matka zmarła, gdy Luna miała 9 lat. Luna była świadkiem jej śmierci (dlatego widziała testrale). W szkole dziewczyna nie miała dobrej opinii: przezywano ją „Pomyluną” (kombinacja jej imienia oraz słowa „Pomylona”), głównie ze względu na ślepą wiarę, jaką pokładała we wszystkim, co jej ojciec zamieszczał w „Żonglerze” oraz wygląd (długie, rozczochrane blond włosy, wiecznie zamyślona twarz, kolczyki w kształcie rzodkiewek oraz naszyjnik z korków po kremowym piwie). Harry spotkał ją pierwszy raz w pociągu wiozącym uczniów do Hogwartu, większość drogi spędziła wówczas czytając magazyn swojego ojca do góry nogami (zgodnie ze „wskazówką” zawartą w piśmie). Gdy Harry Potter, w ramach protestu przeciw Dolores Umbridge (która uczyła obrony przed czarną magią wyłącznie w teorii, omijając ćwiczenia praktyczne), zakłada tajne stowarzyszenie zwane Gwardią Dumbledore’a (w ramach którego sam uczy innych obrony przed czarną magią), Luna zostaje jego członkiem.
Wspólnie z Harrym (oraz Hermioną, Ronem, Neville'em i Ginny) wyprawia się do Departamentu Tajemnic, gdzie bierze udział w walce ze Śmierciożercami dowodzonymi przez Lucjusza Malfoya i Bellatrix Lestrange. W dzieciństwie widziała śmierć bliskiej jej osoby (swojej matki, która zmarła na skutek wypadku). Dlatego była w stanie zobaczyć niewidzialne konie – testrale. To właśnie ona wpadła na pomysł, by przy ich pomocy dostać się do Ministerstwa Magii. Może również, podobnie jak Harry, słyszeć szepty zmarłych dochodzące zza kamiennego łuku w Sali Śmierci, w której życie stracił Syriusz Black. Luna była jedyną osobą, której Harry zwierzył się ze swojego smutku po śmierci Syriusza – tylko ona tak naprawdę rozumiała, co on wtedy czuł.

## Harry Potter i Książę Półkrwi
Dzięki sławie uczestniczki wyprawy do Departamentu Tajemnic Luna zdobyła w szkole pewną popularność, wciąż jednak, poza kręgiem przyjaciół, uważana była za pomyloną. Towarzyszyła Harry’emu na balu wydanym przez profesora Slughorna. W czasie przyjęcia wdała się w dotyczącą wróżb rozmowę z profesor Trelawney. Podczas tego samego roku została, w miejsce Lee Jordana, spikerem podczas meczów quidditcha, jej niekonwencjonalny (i niemający zbyt wiele wspólnego z przebiegiem gry) komentarz podczas meczu między Gryffindorem i Hufflepuffem wzbudził aplauz publiczności, w szczególności wykluczonego z gry Rona.
Gdy Harry Potter wyruszał, wspólnie z Dumbledorem, na poszukiwanie jednego z horkruksów Voldemorta, była jedynym, prócz Neville’a, członkiem GD (Gwardii Dumbledore), który odpowiedział na wezwanie Rona, Hermiony i Ginny. Wspólnie z Hermioną pilnowała gabinetu profesora Snape’a, gdzie znalazła napadniętego profesora Flitwicka. Wzięła udział, u boku innych obecnych na miejscu członków GD, oraz członków Zakonu Feniksa, w walce ze Śmierciożercami atakującymi Hogwart, później, w towarzystwie Neville’a, widziana była na pogrzebie dyrektora szkoły.

## Harry Potter i Insygnia Śmierci
W VII części Luna pojawia się na weselu Weasleyów, od razu rozpoznając Harry’ego, pomimo że jest pod działaniem eliksiru wielosokowego. Po powrocie do szkoły razem z Ginny i Neville’em próbuje wykraść miecz Godryka Gryffindora. Podczas świąt zostaje porwana z pociągu przez Śmierciożerców z powodu artykułów jej ojca, w których zachęca on, do pomagania Harry’emu, który jest ścigany. Luna jest więziona w domu Malfoyów. Zostaje jednak uwolniona przez Harry’ego, który również został schwytany, jednak największe zasługi ma tu Zgredek, gdyby nie on więźniom nie udałoby się uciec. Pod koniec książki bierze udział w bitwie o Hogwart. Wcześniej pomaga Harry’emu dostać się do pokoju wspólnego Krukonów i szukać diademu Roweny Ravenclaw. Wtedy właśnie ratuje Harry’emu życie pokonując w pojedynku siostrę z rodzeństwa Carrowów (robiąc przy tym dużo hałasu i dekonspirując ich, ale nie robi to na niej wrażenia, jest raczej zaciekawiona efektem zaklęcia, którego użyła). Luna wyszła za mąż za Rolfa Skamandera, wnuka słynnego Newta Skamandera. Została sławnym magizoologiem (badaczką magicznych stworzeń) oraz matką bliźniaków, którzy otrzymali imiona Lorcan i Lysander. Zawsze pamiętała o piątce swoich przyjaciół i dlatego na ścianach jej pokoju widniały ich portrety oraz napis PRZYJACIELE.